# 박원빈 (야구 선수)
박원빈(朴源彬, 1996년 8월 13일 ~ )은 KBO 리그 두산 베어스의 선수이다.

## 출신학교
- 서울역삼초등학교
- 휘문중학교
- 신일고등학교